# Bilsdorf (Rambruch)
Bilsdorf (luxemburgisch Bilschdrefⓘ) ist eine Ortschaft in der Gemeinde Rambruch im Kanton Redingen im Großherzogtum Luxemburg.

## Lage
Bilsdorf liegt an der Nationalstraße 27, die südöstlich am Ort vorbeiführt. Nördlich des Ortes fließt die Sauer. Nachbarorte sind Arsdorf im Osten und Bondorf im Westen.

## Allgemeines und Geschichte
Bilsdorf gehörte bis 1978 zur Gemeinde Arsdorf und ist seit der Auflösung dieser Gemeinde Ortsteil von Rambruch. Zwischen 1995 und 1996 entstand in Bilsdorf der Skulpturenweg, welcher Teil der europäischen Straße des Friedens ist.

## Sehenswertes
- Kath. Kapelle St. Haupert, erbaut 1701
- Skulpturenweg